# Raymonda

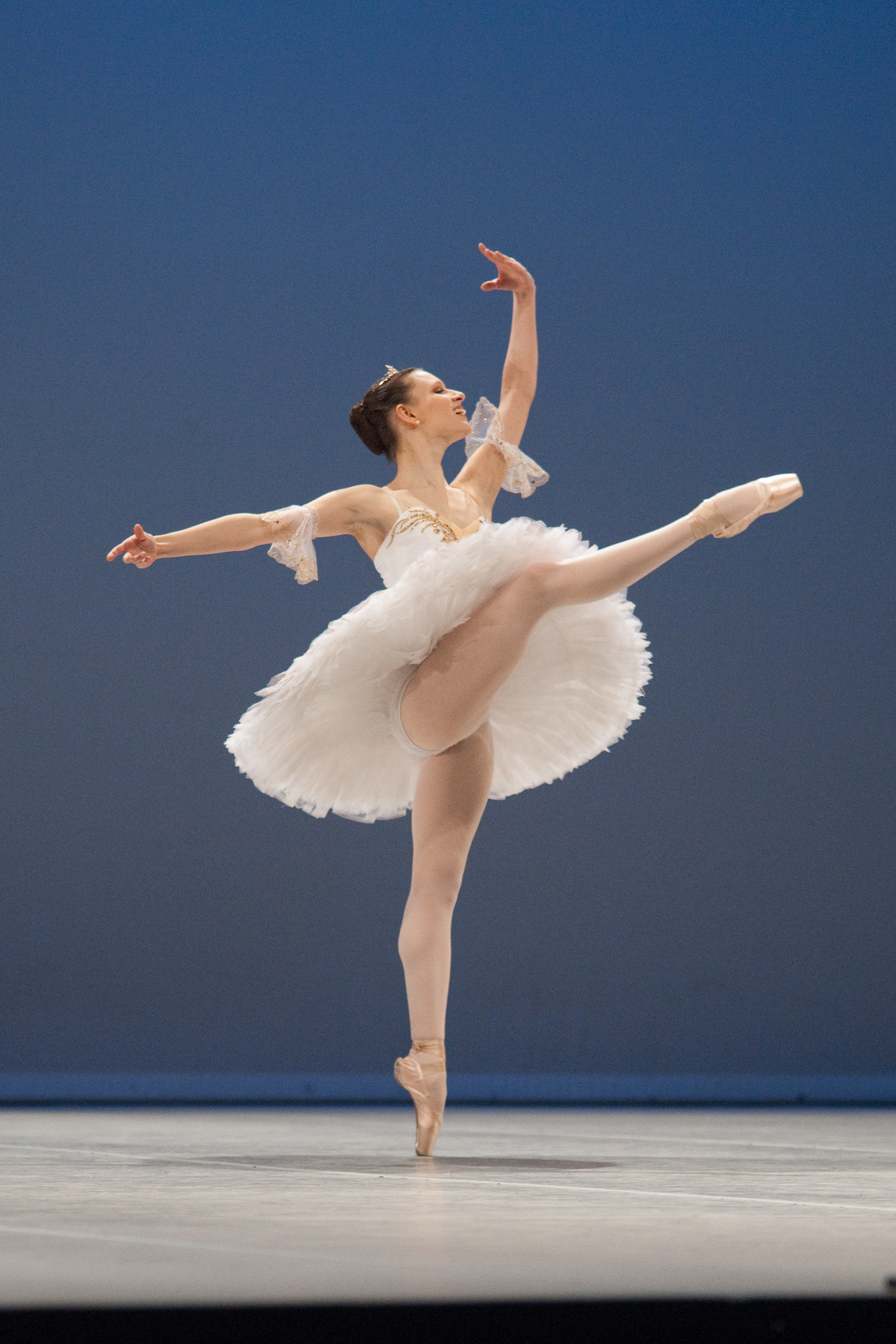
Adolescent interpretant Raymonda per al Premi de Lausanne, en 2009

Raymonda és un ballet de dansa clàssica en tres actes i quatre escenes, coreografiat per Màrius Petipà per al Ballet Imperial de Sant Petersburg sobre música d'Alexander Glazunov i que es va estrenar el 1898. És el primer ballet que ha escrit per Glazunov. La coreografia destaca per la seva delicadesa respecte a la majoria de les fetes al segle xix i per la seva teatralitat. Es caracteritza per ser un paradigma de l'estètica de Petipà i sobretot per la incorporació de danses de caràcter basades en danses tradicionals populars hongareses. Avui encara és un clàssic obligat al repertori de totes les grans companyies de dansa i prou conegut pels estudiants de clàssic, ja que és habitual a exàmens i concursos.
El ballet narra la història d'un triangle amorós a la cort hongaresa durant l'època de major apogeu de les croades, a l'edat mitjana. Dos homes, un cristià i un musulmà, lluiten per l'amor d'una mateixa dona: Raymonda. La inclusió del sarraí medieval i el seu món permet als creadors introduir elements exòtics i orientals, que tan de moda estaven al modernisme.